# قرار مجلس الأمن التابع للأمم المتحدة رقم 2075
قرار مجلس الأمن التابع للأمم المتحدة رقم 2075، المتخذ بالإجماع في 16 نوفمبر 2012. طالب المجلس السودان بإعادة الانتشار الفوري وغير المشروط لشرطة النفط في دفرة من منطقة أبيي.

## روابط خارجية
- نص القرار في undocs.org